# Reserva natural del Estuario del Sado
La Reserva Natural del Estuario del Sado (en portugués: Reserva Natural do Estuário do Sado es una reserva natural de Portugal que protege parte del estuario del Sado y comprende una superficie total de 23.160 hectáreas, integradas en los concejos de Setúbal, Alcácer do Sal, Grândola y Palmela. Fue creada mediante el Decreto-Ley n.º 430/80, de 1 de octubre, debido a la contaminación que afecta el estuario del Sado y al peligro de dañar el patrimonio natural de interés botánico y faunístico existente. Está también clasificada como Biotopo CORINE.
Es un lugar de nidificación, reposo o invernado para diversas aves como por ejemplo cigüeñas, flamencos y patos, y de desova, desarrollo y crecimiento de varios peces y del delfín nariz de botella.

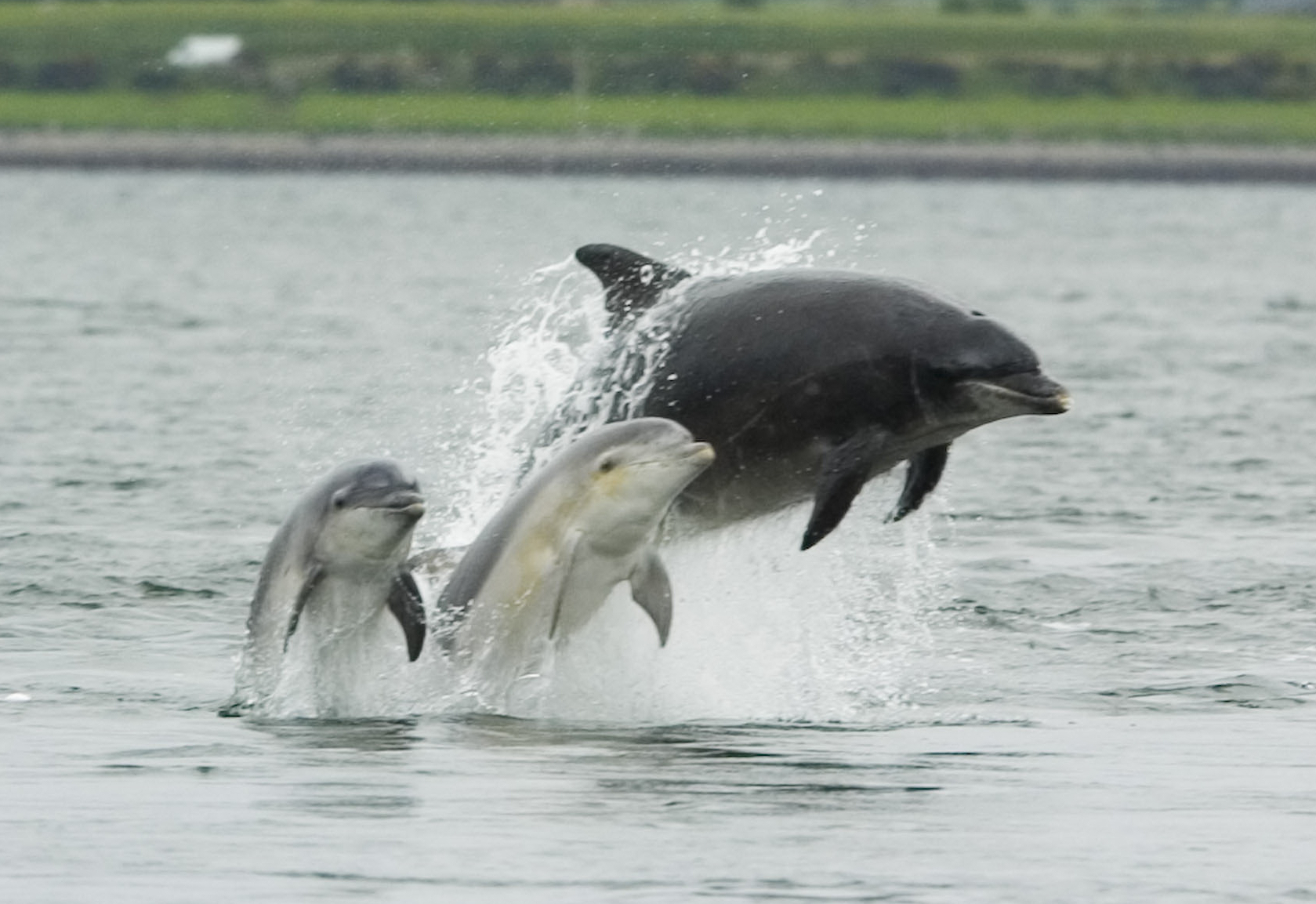
Delfín nariz de botella.

Es en el estuario del Sado donde se encuentran los astilleros navales de Mitrena (ex-Setnave) actual centro laboral de Lisnave.